# Terhi Uusi-Luomalahti
Terhi Uusi-Luomalahti (* 20. Februar 1974 in Järvenpää) ist eine ehemalige finnische Fußballspielerin.

## Karriere

### Vereine
Nachdem Uusi-Luomalahti für den in ihrem Geburtsort ansässigen Järvenpää Palloseura mit dem Fußballspielen begonnen und für den Verein bis ins Jahr 1990 gespielt hatte, gehörte sie dem in Puistola, im nordöstlichen Teil von Helsinki, ansässigen Puistolan Urheilijat an, für den sie in der Spielzeit 1991 in der Naisten Ykkönen, der seinerzeit zweithöchsten Spielklasse im finnischen Frauenfußball, das erste Mal im Seniorinnenbereich aktiv war.
Im Anschluss an die Spielzeit begab sie sich in die Landeshauptstadt und verbrachte mit 13 Jahren die längste Zeit bei einem Verein, dem HJK Helsinki, allesamt in der SM-sarja, der seinerzeit höchsten Spielklasse. Während ihrer Vereinszugehörigkeit gewann sie mit der Mannschaft achtmal die Meisterschaft und sechsmal den nationalen Vereinspokal bei zehn Finalteilnahmen des Vereins.
In den Spielzeiten 2005 und 2006 war sie für den FC Honka Espoo in der ersten und für Puistolan Urheilijat in der zweiten Liga aktiv, bevor sie ihre Spielerkarriere beendete – vorerst und im Leistungsbereich.
Im Alter von 47 Jahren (!) trat sie für Pukinmäen Veto, einem Verein aus dem Nordosten von Helsinki, in Erscheinung. Sie bestritt am 7. Mai 2011 das Auswärtsspiel gegen PEPO Lappeenranta, das 1:1 unentschieden endete. Bis zum 10. September 2011, bei der 1:4-Niederlage im Heimspiel gegen Malmin Palloseura, folgten fünf weitere Punktspiele in einer unterklassigen Liga, in der ihr ein Tor gelang. Vom 28. April bis zum 6. Oktober 2013 spielte sie für Järvenpää Palloseura. Des Weiteren kam sie 2015 – teilweise parallel – in den Seniorinnenligen Naisten KKI-35 und LKKI 40 in insgesamt 17 Spielen (7 Tore) für JäPS/Nice Power zum Einsatz, 2016 in 15 Spielen (29 Tore) in der Naisten KKI 35 7V7, wobei sie am 24. Mai 2016 beim 17:1-Sieg im Heimspiel gegen Tuusulan Palloseura allein zehn Tore erzielte, und 2017 in nochmals drei Spielen (2 Tore) sowie in zwei (2 Tore) in der Naisten Hobby 7V7.

### Nationalmannschaft
Uusi-Luomalahti bestritt in einem Zeitraum von 14 Jahren 60 Länderspiele für die A-Nationalmannschaft. Sie debütierte am 9. Mai 1992 in Turku bei dem 1:1-Unentschieden gegen die Nationalmannschaft Frankreichs im zweiten Spiel der EM-Qualifikationsgruppe 2. Im dritten und vierten EM-Qualifikationsspiel wurde sie ebenfalls eingesetzt, wie auch am 26. September 1993 in Espoo beim 1:1-Unentschieden gegen die Nationalmannschaft Ungarns im ersten Spiel der EM-Qualifikationsgruppe 1.
Im Jahr 1995 bestritt sie zwei EM-Qualifikationsspiele gegen Deutschland (0:3 am 20. September) und der Slowakei (0:0 am 11. Oktober). Im Jahr darauf kam sie erstmals im Turnier um den Algarve-Cup in drei Spielen der Gruppe B und im anschließenden Spiel um Platz 7 zum Einsatz, wie auch im Play-off-Rückspiel am 28. September in Avranches bei der 0:3-Niederlage gegen die Nationalmannschaft Frankreichs zum Abschluss der EM-Qualifikationsgruppe 1. Am 6. September und 18. Oktober 1997 bestritt sie die ersten beiden Spiele in der WM-Qualifikationsgruppe 2, Klasse A in der Europäischen Zone / UEFA. Am 6. September 1997 erzielte sie ihr erstes Länderspieltor; so geschehen im ersten Spiel der WM-Qualifikationsgruppe 1, Kategorie A in der Europäischen Zone / UEFA, als die Schweizer Nationalmannschaft in Jakobstad mit 1:0 bezwungen wurde.
In den Spieljahren 1998 bis 2002 bestritt sie weitere 36 Länderspiele und in den Jahren 2004 und 2005 insgesamt elf.
In ihrem letzten Länderspieljahr nahm sie mit der Mannschaft, unter Trainer Michael Käld, an der Europameisterschaft 2005 in England teil und kam einzig im Halbfinale bei der 1:4-Niederlage gegen die Nationalmannschaft Deutschlands am 15. Juni in Preston zum Einsatz; es war zugleich ihr letztes Spiel als Nationalspielerin.

## Erfolge
Nationalmannschaft
- Halbfinalist Europameisterschaft 2005

HJK Helsinki
- Finnischer Meister 1992, 1995, 1996, 1997, 1998, 1999, 2000, 2001
- Finnischer Pokalsieger 1992, 1993, 1998, 1999, 2000, 2002